# メロウェ

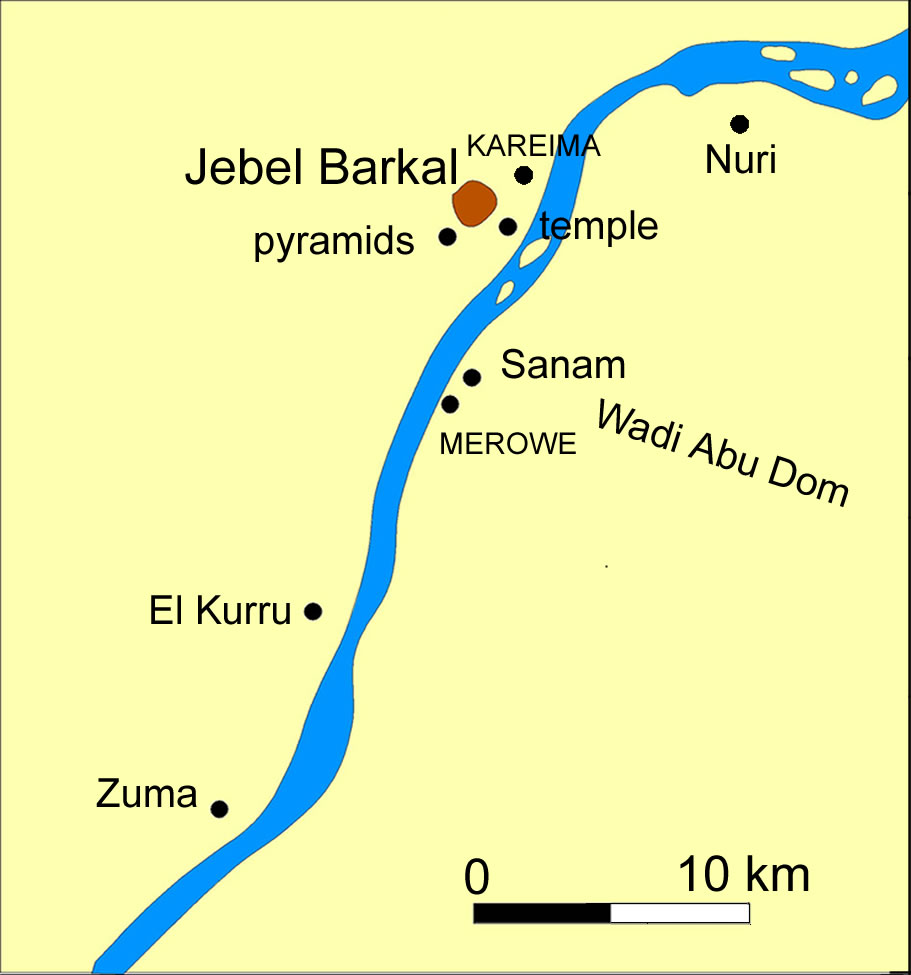
メロウェ近郊の地図

メロウェ(Merowe)はスーダン北部州、カリーマ近郊にある町。ハルツームから北に約330キロメートル (210 mi)の場所に位置する。人口は53,818人（2008年国勢調査）。メロウェダム計画が行われている。

## 交通
メロウェ空港から5.5キロメートル (3.4 mi)の位置に所在し、国営鉄道の支線が開通している。